# Myodocarpus simplicifolius
Myodocarpus simplicifolius là một loài thực vật có hoa trong họ Myodocarpaceae. Loài này được Brongn. & Gris mô tả khoa học đầu tiên năm 1861.